# 查雅妮·彩佳容
查雅妮·彩佳容（1997年10月3日—），昵称Tita，泰国第3电视台旗下女演员兼模特。代表作有《查龙药师》及《淘气甜心》。

## 演艺经历
2019年1月31日，爱情喜剧《查龙药师》于泰国第3电视台播出，她在剧中饰演Mae Klin。2021年，她在奇幻动作剧《雪山奇缘》中扮演Namthip。同年6月，爱情喜剧《淘气甜心》在泰国第3电视台播出，她是由P'Art引荐，在剧中饰演Lookkaew。2022年，有份参演，改编自中国网剧《狐狸的夏天》的都市爱情喜剧《你是我的心跳》播出，她以客串的形式出演。

## 影视作品

### 电视剧
| 年份   | 剧名             | 角色                  | 播放平台      | 备注   |
| ------ | ---------------- | --------------------- | ------------- | ------ |
| 2019年 | 《查龙药师》     | Mae Klin              | 泰国第3电视台 | 女配角 |
| 2021年 | 《雪山奇缘》     | Namthip               | 泰国第3电视台 | 女配角 |
| 2021年 | 《淘气甜心》     | Lookkaew（Sassy小姐） | 泰国第3电视台 | 女主角 |
| 2022年 | 《你是我的心跳》 | Jum                   | PPTV HD       | 客串   |
| 2022年 | 《蓬朗舞情缘》   | Phil Phin             | 泰国第3电视台 | 女主角 |